# خوان کالسادو
خوان کالسادو (اسپانیایی: Juan Calzado‎؛ زادهٔ ۱۶ مارس ۱۹۳۷) بازیکن هاکی روی چمن اهل اسپانیا بود.